# Broekpolder (Vlaardingen)
De Broekpolder is een circa 400 hectare grote polder ten westen van de Vlaardingervaart in de gemeenten Vlaardingen en Midden-Delfland in de Nederlandse provincie Zuid-Holland.
Het woord 'broek' (brouck) in de naam Broekpolder heeft betrekking op broekland, waar veelal veenmoeras gevormd was.
Het waterschap Broekpolder (onder Vlaardingen en Maasland) was van 1595 tot 1963  verantwoordelijk voor de vervening, drooglegging en daarna het waterbeheer van de polder. Het waterschap werd eerst bij de gemeente Vlaardingen gevoegd, maar kwam later bij het Hoogheemraadschap van Delfland.
De polder was na de drooglegging vooral in gebruik ten behoeve van de melkveehouderij. 
Bij opgravingen in 1958 werden resten gevonden van een ijzertijdhuis, het eerste dat in het westen van Nederland werd aangetroffen.
Van 1958 tot 1975 werd een deel van het gebied opgespoten met slib uit de Rotterdamse haven. De dikte van deze laag slib bedraagt ca. zes meter, waardoor dat deel van de polder opvallend boven de omgeving uitsteekt. 

## Gebruik
In het verleden waren er plannen om in de polder woningen te bouwen, dit ging niet door in verband met  bodemvervuiling door giftig havenslib. De gemeente Vlaardingen beheert circa twee derde van de Broekpolder, de rest (het noordwestelijke deel) beheert het Recreatieschap Midden-Delfland. Het gebied is ingericht als recreatiegebied met golfclub Broekpolder, een manege, sportverenigingen, scouting en sportcentrum De Polderpoort. Vanuit Vlaardingen is het gebied toegankelijk via twee bruggen over de Vlaardingervaart: een houten voetgangersbrug en een kilometer zuidelijker de iconische fietsersbrug De Twist. 
De Stichting Broekpoldervrienden, de Coöperatie Vereniging Broekpolder en de Federatie Broekpolder beijveren zich met de gemeente Vlaardingen voor het voortbestaan en de ontwikkeling van de Broekpolder als natuur- en recreatiegebied. Daartoe is in 2009 door een landschapsontwikkelingsbureau een inrichtingsplan opgesteld.

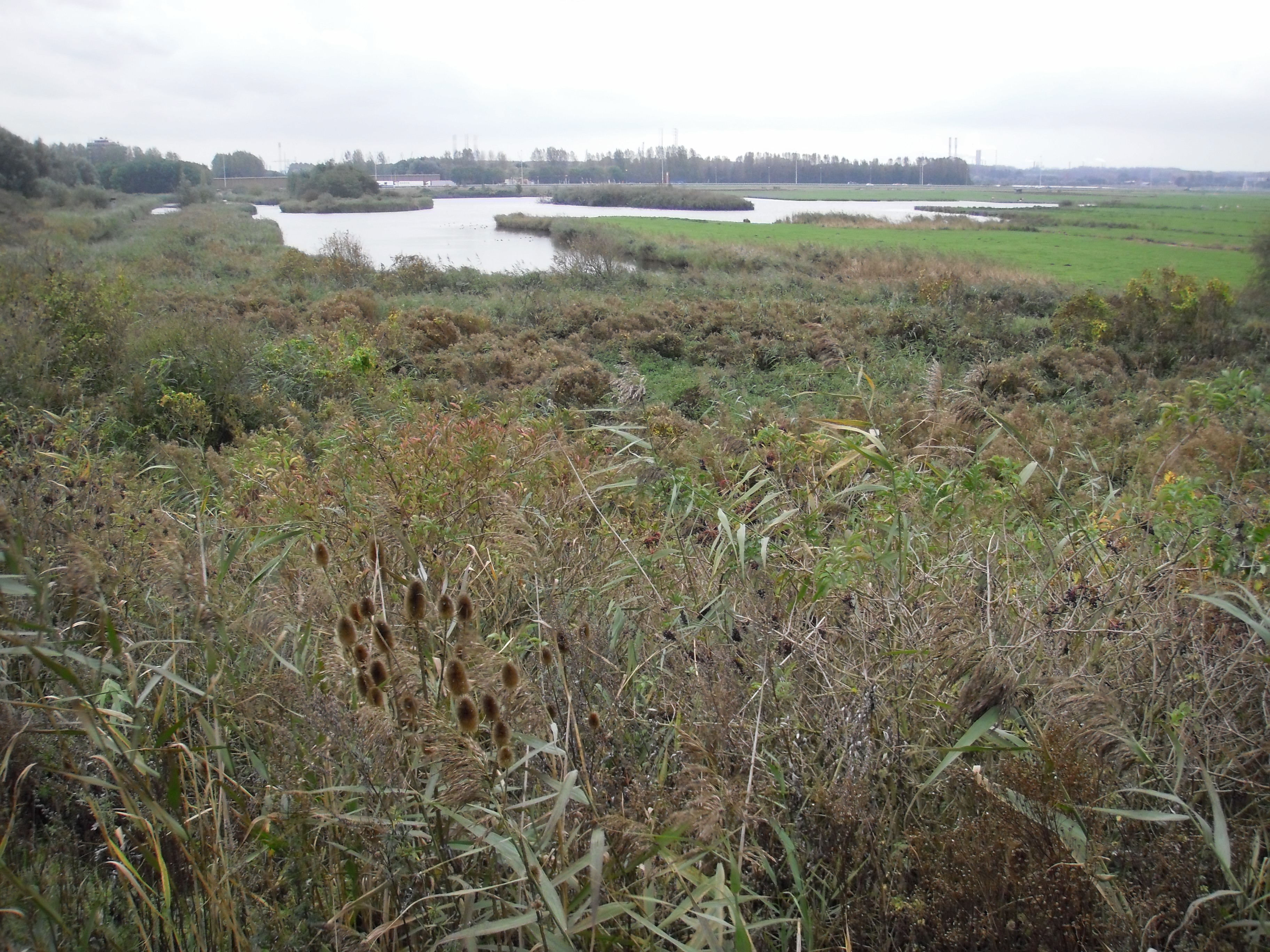
Ruigte en water
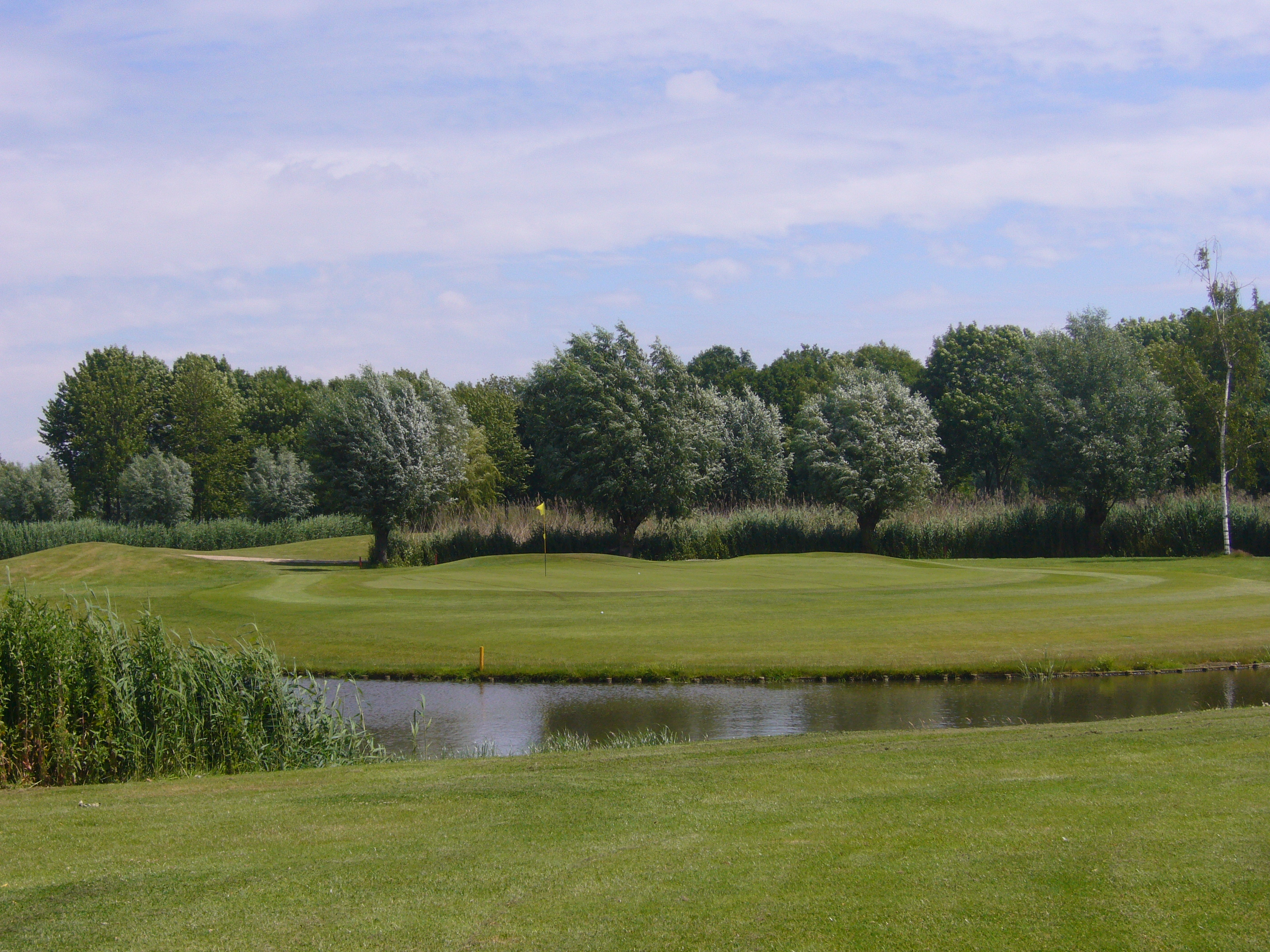
Golfbaan
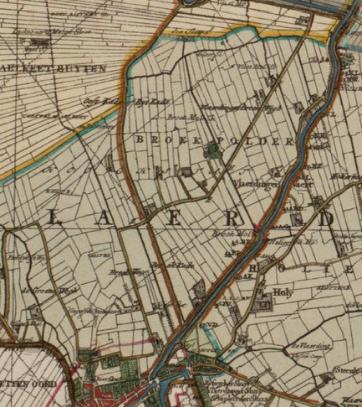
Kaart uit 1712